# العلاقات البنغالية الأمريكية
تمتلك بنغلاديش سفارة في واشنطن العاصمة وقنصليات في مدينتي نيويورك ولوس أنجلوس، ويوجد في المقابل سفارة أمريكية في دكا، ومراكز استعلامات في شيتاغونغ وجيسور وراجشاهي وسيلهيت. تدير السفارة الأمريكية في بنغلاديش أيضًا مكتبة آرتشر كي. بلاد الأمريكية ومركز إدوارد إم. كينيدي في دكا. يُذكر أن البلدين عضوان في الأمم المتحدة.
في عام 2014، أعرب 76% من البنغلاديشيين عن وجهة نظر إيجابية تجاه الولايات المتحدة؛ إحدى أعلى النسب بين البلدان التي شملها الاستطلاع في جنوب آسيا.

## نبذة تاريخية
كانت الاتصالات بين البنغال والولايات المتحدة محدودة في فترة الحكم البريطاني لشبه القارة الهندية. أنشأت القنصلية الأمريكية العامة في فورت ويليام وكالة قنصلية في شيتاغونغ في ستينيات القرن التاسع عشر. تمركزت أعداد كبيرة من الجيش والقوات البحرية والجوية الأمريكية في شرق البنغال كجزء من حملة بورما خلال الحرب العالمية الثانية.
أنشأت الولايات المتحدة قنصلية عامة في دكا في 29 أغسطس 1949، بعد تقسيم الهند وتحول شرق البنغال إلى الجناح الشرقي لدومينيون باكستان. تردد المعلمون والمهندسون المعماريون وعمال الإغاثة الأمريكيون على عاصمة باكستان الشرقية في الستينيات.
في حرب الاستقلال البنغلاديشية عام 1971، أرسل المواطنون الأمريكيون بقيادة القنصل العام في دكا، آرتشر كي. بلاد، سلسلة من البرقيات التي توضح بالتفصيل الفظائع التي ارتكبها الجيش الباكستاني ضد المدنيين البنغاليين والطلاب والمثقفين، وعارضوا سياسة إدارة نيكسون المتمثلة في تجاهل الإبادة الجماعية بسبب التحالف الأمريكي الوثيق مع المجلس العسكري الباكستاني. انقلب الرأي العام أيضًا ضد نيكسون داخل الولايات المتحدة بسبب سياسته تجاه بنغلاديش؛ ندد المشرعون الديمقراطيون والجمهوريون، بمن فيهم تيد كينيدي وفرانك تشيرش وويليام بي. ساكسبي بصمت نيكسون والبيت الأبيض حول «القمع المنهجي» في شرق باكستان. عمدت شخصيات ثقافية أمريكية إلى تعزيز الوعي حول حرب بنغلاديش، مثل الشاعر ألن غينسبرغ (الذي كتب قصيدة سبتمبر على طريق جيسور) والمغنية جوان بيز. نظم موسيقيون بريطانيون وأمريكيون وهنود حفلًا بعنوان حفل موسيقي لبنغلاديش، تضمن مشاركة أيقونات أمريكية مثل بوب ديلان. فرض الكونغرس الأمريكي حظرًا على توريد الأسلحة إلى باكستان، لكن إدارة نيكسون أرسلت رغم الحظر شحنات أسلحة سرية إلى المجلس العسكري الحاكم. قابلت الولايات المتحدة تدخل الهند في ديسمبر 1971 بإرسال البيت الأبيض حاملة طائرات إلى خليج البنغال. منع نشطاء السلام وصول شحنات الأسلحة في العديد من الموانئ الأمريكية الشمالية الشرقية. انشق دبلوماسيون بنغاليون في السفارة الباكستانية بواشنطن العاصمة وأداروا بعثة تابعة لحكومة بنغلاديش المؤقتة.
بعد تحرير بنغلاديش في ديسمبر 1971 وانسحاب القوات الهندية في مارس 1972، اعترفت الولايات المتحدة رسميًا بالدولة المستقلة حديثًا في 4 أبريل 1972 وتعهدت بتقديم 300 مليون دولار أمريكي على شكل مساعدات. كان هربرت دي. سبيفاك المسؤول الدبلوماسي الأمريكي الرئيسي في دكا حينها. وافقت الولايات المتحدة وبنغلاديش بعد أربعة أيام على إقامة علاقات دبلوماسية على مستوى السفارة؛ رُفع مستوى القنصلية العامة رسميًا إلى سفارة في 18 مايو 1972. تحسنت العلاقات بين بنغلاديش والعالم الغربي بقيادة الولايات المتحدة تحسنًا كبيرًا في أواخر السبعينيات، عندما ألغى الرئيس ضياء الرحمن السياسات الاشتراكية التي انتهجتها أول حكومة بعد الاستقلال وأعاد الأسواق الحرة. دُعي الحاكم العسكري الفريق حسين محمد إرشاد إلى البيت الأبيض في عام 1983 لإجراء محادثات مع الرئيس رونالد ريغان. أشاد الرئيس ريغان بدكا ودورها في الحرب الباردة، قائلًا «إن الولايات المتحدة تود أن تشيد ببنغلاديش، العضو في حركة عدم الانحياز، لنهجها البناء تجاه القضايا ذات الاهتمام الإقليمي والعالمي. وللاستشهاد ببعض الأمثلة فقط: أظهرت بنغلاديش بوضوح شجاعتها وعزمها في استجابتها الثابتة للعدوان في أفغانستان وكمبوتشيا. علمًا أنها أدت دورًا بارزًا في إنشاء منظمة التعاون الإقليمي لجنوب آسيا، وهي هيئة تهدف إلى بناء منطقة أكثر ازدهارًا واستقرارًا لشعوب جنوب آسيا. أظهرت سياسات بنغلاديش الخارجية نشاطيةً واعتدالًا وثباتًا في القناعة الأخلاقية التي أكسبتها احترام العالم».
كانت الولايات المتحدة أحد شركاء التنمية الرئيسيين لبنغلاديش منذ الاستقلال، إذ قدمت أكثر من 6 مليارات دولار أمريكي عبر الوكالة الأمريكية للتنمية الدولية منذ عام 1972، وساعدت في إنشاء بنية تحتية مهمة في البلاد، بما في ذلك مساعدة وكالة ناسا لإنشاء منظمة أبحاث الفضاء والاستشعار عن بعد (سبارسو) ومفاعل تريغا للأبحاث في هيئة الطاقة الذرية في بنغلاديش.
حصل البنغلاديشي الحائز على جائزة نوبل، محمد يونس، على وسام الحرية الرئاسي الأمريكي وميدالية الكونغرس الذهبية، وهي أعلى تكريم تمنحه الولايات المتحدة لمدني.